# Llista d'asteroides/153801-153900
| Nom      | Designació provisional | Data de descobriment   | Lloc de descobriment | Descobridor/s |
| -------- | ---------------------- | ---------------------- | -------------------- | ------------- |
| 153801 - | 2001 VV106             | 12 de novembre de 2001 | Socorro              | LINEAR        |
| 153802 - | 2001 VY109             | 12 de novembre de 2001 | Socorro              | LINEAR        |
| 153803 - | 2001 VO110             | 12 de novembre de 2001 | Socorro              | LINEAR        |
| 153804 - | 2001 VO113             | 12 de novembre de 2001 | Socorro              | LINEAR        |
| 153805 - | 2001 VO114             | 12 de novembre de 2001 | Socorro              | LINEAR        |
| 153806 - | 2001 VC116             | 12 de novembre de 2001 | Socorro              | LINEAR        |
| 153807 - | 2001 VJ116             | 12 de novembre de 2001 | Socorro              | LINEAR        |
| 153808 - | 2001 VS116             | 12 de novembre de 2001 | Socorro              | LINEAR        |
| 153809 - | 2001 VP118             | 12 de novembre de 2001 | Socorro              | LINEAR        |
| 153810 - | 2001 VK119             | 12 de novembre de 2001 | Socorro              | LINEAR        |
| 153811 - | 2001 VL119             | 12 de novembre de 2001 | Socorro              | LINEAR        |
| 153812 - | 2001 VJ120             | 12 de novembre de 2001 | Socorro              | LINEAR        |
| 153813 - | 2001 WE                | 16 de novembre de 2001 | Bisei SG Center      | BATTeRS       |
| 153814 - | 2001 WN5               | 20 de novembre de 2001 | Anderson Mesa        | LONEOS        |
| 153815 - | 2001 WC7               | 17 de novembre de 2001 | Socorro              | LINEAR        |
| 153816 - | 2001 WU8               | 17 de novembre de 2001 | Socorro              | LINEAR        |
| 153817 - | 2001 WP9               | 17 de novembre de 2001 | Socorro              | LINEAR        |
| 153818 - | 2001 WP10              | 17 de novembre de 2001 | Socorro              | LINEAR        |
| 153819 - | 2001 WX14              | 17 de novembre de 2001 | Kitt Peak            | Spacewatch    |
| 153820 - | 2001 WO20              | 17 de novembre de 2001 | Socorro              | LINEAR        |
| 153821 - | 2001 WS31              | 17 de novembre de 2001 | Socorro              | LINEAR        |
| 153822 - | 2001 WH37              | 17 de novembre de 2001 | Socorro              | LINEAR        |
| 153823 - | 2001 WU37              | 17 de novembre de 2001 | Socorro              | LINEAR        |
| 153824 - | 2001 WN45              | 19 de novembre de 2001 | Socorro              | LINEAR        |
| 153825 - | 2001 WX48              | 17 de novembre de 2001 | Kitt Peak            | Spacewatch    |
| 153826 - | 2001 WS50              | 17 de novembre de 2001 | Socorro              | LINEAR        |
| 153827 - | 2001 WF51              | 19 de novembre de 2001 | Socorro              | LINEAR        |
| 153828 - | 2001 WT70              | 20 de novembre de 2001 | Socorro              | LINEAR        |
| 153829 - | 2001 WQ76              | 20 de novembre de 2001 | Socorro              | LINEAR        |
| 153830 - | 2001 WQ79              | 20 de novembre de 2001 | Socorro              | LINEAR        |
| 153831 - | 2001 WC80              | 20 de novembre de 2001 | Socorro              | LINEAR        |
| 153832 - | 2001 WW100             | 16 de novembre de 2001 | Kitt Peak            | Spacewatch    |
| 153833 - | 2001 XB4               | 9 de desembre de 2001  | Socorro              | LINEAR        |
| 153834 - | 2001 XD6               | 7 de desembre de 2001  | Socorro              | LINEAR        |
| 153835 - | 2001 XD10              | 9 de desembre de 2001  | Socorro              | LINEAR        |
| 153836 - | 2001 XB12              | 9 de desembre de 2001  | Socorro              | LINEAR        |
| 153837 - | 2001 XD13              | 9 de desembre de 2001  | Socorro              | LINEAR        |
| 153838 - | 2001 XG17              | 9 de desembre de 2001  | Socorro              | LINEAR        |
| 153839 - | 2001 XS20              | 9 de desembre de 2001  | Socorro              | LINEAR        |
| 153840 - | 2001 XZ20              | 9 de desembre de 2001  | Socorro              | LINEAR        |
| 153841 - | 2001 XL23              | 9 de desembre de 2001  | Socorro              | LINEAR        |
| 153842 - | 2001 XT30              | 11 de desembre de 2001 | Socorro              | LINEAR        |
| 153843 - | 2001 XF32              | 7 de desembre de 2001  | Kitt Peak            | Spacewatch    |
| 153844 - | 2001 XV36              | 9 de desembre de 2001  | Socorro              | LINEAR        |
| 153845 - | 2001 XX38              | 9 de desembre de 2001  | Socorro              | LINEAR        |
| 153846 - | 2001 XL42              | 9 de desembre de 2001  | Socorro              | LINEAR        |
| 153847 - | 2001 XU42              | 9 de desembre de 2001  | Socorro              | LINEAR        |
| 153848 - | 2001 XY43              | 9 de desembre de 2001  | Socorro              | LINEAR        |
| 153849 - | 2001 XC45              | 9 de desembre de 2001  | Socorro              | LINEAR        |
| 153850 - | 2001 XS46              | 9 de desembre de 2001  | Socorro              | LINEAR        |
| 153851 - | 2001 XL47              | 9 de desembre de 2001  | Socorro              | LINEAR        |
| 153852 - | 2001 XH52              | 10 de desembre de 2001 | Socorro              | LINEAR        |
| 153853 - | 2001 XP52              | 10 de desembre de 2001 | Socorro              | LINEAR        |
| 153854 - | 2001 XS52              | 10 de desembre de 2001 | Socorro              | LINEAR        |
| 153855 - | 2001 XK53              | 10 de desembre de 2001 | Socorro              | LINEAR        |
| 153856 - | 2001 XD54              | 10 de desembre de 2001 | Socorro              | LINEAR        |
| 153857 - | 2001 XJ62              | 10 de desembre de 2001 | Socorro              | LINEAR        |
| 153858 - | 2001 XE64              | 10 de desembre de 2001 | Socorro              | LINEAR        |
| 153859 - | 2001 XB65              | 10 de desembre de 2001 | Socorro              | LINEAR        |
| 153860 - | 2001 XE65              | 10 de desembre de 2001 | Socorro              | LINEAR        |
| 153861 - | 2001 XL69              | 11 de desembre de 2001 | Socorro              | LINEAR        |
| 153862 - | 2001 XK71              | 11 de desembre de 2001 | Socorro              | LINEAR        |
| 153863 - | 2001 XV71              | 11 de desembre de 2001 | Socorro              | LINEAR        |
| 153864 - | 2001 XT72              | 11 de desembre de 2001 | Socorro              | LINEAR        |
| 153865 - | 2001 XX74              | 11 de desembre de 2001 | Socorro              | LINEAR        |
| 153866 - | 2001 XQ78              | 11 de desembre de 2001 | Socorro              | LINEAR        |
| 153867 - | 2001 XC79              | 11 de desembre de 2001 | Socorro              | LINEAR        |
| 153868 - | 2001 XR83              | 11 de desembre de 2001 | Socorro              | LINEAR        |
| 153869 - | 2001 XE85              | 11 de desembre de 2001 | Socorro              | LINEAR        |
| 153870 - | 2001 XD87              | 13 de desembre de 2001 | Socorro              | LINEAR        |
| 153871 - | 2001 XQ88              | 10 de desembre de 2001 | Uccle                | T. Pauwels    |
| 153872 - | 2001 XC90              | 10 de desembre de 2001 | Socorro              | LINEAR        |
| 153873 - | 2001 XY91              | 10 de desembre de 2001 | Socorro              | LINEAR        |
| 153874 - | 2001 XN102             | 11 de desembre de 2001 | Socorro              | LINEAR        |
| 153875 - | 2001 XL103             | 14 de desembre de 2001 | Socorro              | LINEAR        |
| 153876 - | 2001 XR121             | 14 de desembre de 2001 | Socorro              | LINEAR        |
| 153877 - | 2001 XB131             | 14 de desembre de 2001 | Socorro              | LINEAR        |
| 153878 - | 2001 XM141             | 14 de desembre de 2001 | Socorro              | LINEAR        |
| 153879 - | 2001 XY141             | 14 de desembre de 2001 | Socorro              | LINEAR        |
| 153880 - | 2001 XG148             | 14 de desembre de 2001 | Socorro              | LINEAR        |
| 153881 - | 2001 XH148             | 14 de desembre de 2001 | Socorro              | LINEAR        |
| 153882 - | 2001 XW148             | 14 de desembre de 2001 | Socorro              | LINEAR        |
| 153883 - | 2001 XQ153             | 14 de desembre de 2001 | Socorro              | LINEAR        |
| 153884 - | 2001 XO158             | 14 de desembre de 2001 | Socorro              | LINEAR        |
| 153885 - | 2001 XN163             | 14 de desembre de 2001 | Socorro              | LINEAR        |
| 153886 - | 2001 XR171             | 14 de desembre de 2001 | Socorro              | LINEAR        |
| 153887 - | 2001 XC172             | 14 de desembre de 2001 | Socorro              | LINEAR        |
| 153888 - | 2001 XU178             | 14 de desembre de 2001 | Socorro              | LINEAR        |
| 153889 - | 2001 XJ185             | 14 de desembre de 2001 | Socorro              | LINEAR        |
| 153890 - | 2001 XL188             | 14 de desembre de 2001 | Socorro              | LINEAR        |
| 153891 - | 2001 XZ193             | 14 de desembre de 2001 | Socorro              | LINEAR        |
| 153892 - | 2001 XE196             | 14 de desembre de 2001 | Socorro              | LINEAR        |
| 153893 - | 2001 XC197             | 14 de desembre de 2001 | Socorro              | LINEAR        |
| 153894 - | 2001 XT198             | 14 de desembre de 2001 | Socorro              | LINEAR        |
| 153895 - | 2001 XF206             | 11 de desembre de 2001 | Socorro              | LINEAR        |
| 153896 - | 2001 XT206             | 11 de desembre de 2001 | Socorro              | LINEAR        |
| 153897 - | 2001 XV206             | 11 de desembre de 2001 | Socorro              | LINEAR        |
| 153898 - | 2001 XT210             | 11 de desembre de 2001 | Socorro              | LINEAR        |
| 153899 - | 2001 XJ215             | 13 de desembre de 2001 | Socorro              | LINEAR        |
| 153900 - | 2001 XZ216             | 14 de desembre de 2001 | Socorro              | LINEAR        |